# Meskerem Mees
Meskerem Mees (Addis Abeba, 15 juli 1999) is een Belgische singer-songwriter.

## Levensloop
Mees is geboren in Ethiopië en kwam via adoptie, toen ze tien maanden oud was, naar Merendree bij Deinze (België). Haar voornaam betekent "nieuw begin", wat verwijst naar 1 september, de eerste dag van het Ethiopische nieuwjaar.
Na haar middelbare school in Gent en MUDA Atheneum voor Podiumkunsten in Evergem volgde ze een extra jaar in Vestjyllands Højskole in Denemarken waar ze zich creatief verdiepte in schilderen, muziek, koken, dans en zang.

### Zangcarrière
In 2013 deed ze mee aan Wie wordt Junior? en kreeg Brahim als coach. Ze wist de competitie niet te winnen. In 2019 won ze het podiumconcours Sound Track. Een jaar later bracht ze de debuutsingle Joe uit die op #1 in De Afrekening belandde. Ook deed ze mee aan Humo's Rock Rally 2020 die ze eveneens wist te winnen. In 2021 werd ze winnaar van de Montreux Jazz Talent Awards en in 2022 van de Music Moves Europe Award (Grand Jury Award). In 2024 was ze winnaar van de Golden Afro Artistic Awards, catégorie Musique. Meskerem Mees is tevens de naam waaronder de singer-songwriter aanvankelijk met celliste Febe Lazou en later met cellist Frederik Daelemans optrad.
Haar debuutalbum Julius verscheen in november 2021 en bevatte 13 songs waaronder de singles Joe, Seasons Shift, Astronaut, The Writer en Where I'm From. Een jaar later volgde dan de EP Caesar met 8 songs, waaronder de singles Cod Liver Oil and Orange Juice en Best Friend.
Sinds 2023 werkt Meskerem Mees mee aan de voorstelling Exit Above van theatermaker Anne Teresa De Keersmaeker. Toen De Keersmaeker op zoek ging naar muziek voor een nieuwe voorstelling, kwam ze via een omweg uit bij gitarist Jean-Marie Aerts, gekend van onder andere T.C. Matic. De Keersmaeker vond dat er een vrouwenstem ontbrak en ze contacteerden vervolgens Meskerem Mees, die niet alleen wou zingen maar ook componeren (samen met Jean-Marie Aerts en Carlos Garbin) en meedansen met de dansers van Rosas. Het vertrekpunt voor de muziek werd Walking Blues van Robert Johnson en in de voorstelling komen “het wandelen als oerbeweging en de blues als muzikale oorsprong elkaar tegen”. Exit Above kende een wereldpremière op 31 mei 2023 in Théâtre National Wallonie-Bruxelles, en was verder onder andere te zien te zien in de Volksoper Wien, het Concertgebouw Brugge, het Festival d'Avignon, het Haus der Berliner Festspiele, het Kaaitheater, Opera Gent, De Singel, Theater Rotterdam,  en andere theaters in Noorwegen, Zweden, Italië, Duitsland en Frankrijk. In 2024 reist de productie voor verschillende voorstellingen in België, Nederland, Duitsland, Frankrijk, Roemenië, Griekenland en Spanje.